# Dardanus (crustacé)
Pour les articles homonymes, voir Dardanus.
Genre
Dardanus est un genre de crustacés décapodes de la famille des Diogenidae (« Bernard-l'hermite »).
Plusieurs espèces sont capables de vivre en symbiose avec des anémones (souvent du genre Calliactis). 

## Liste des espèces
Selon World Register of Marine Species (11 avril 2014) :
- Dardanus arrosor (Herbst, 1796)
- Dardanus aspersus (Berthold, 1846)
- Dardanus australis Forest & Morgan, 1991
- Dardanus brachyops Forest, 1962
- Dardanus calidus (Risso, 1827)
- Dardanus callichela Cook, 1989
- Dardanus corrugatus Cook, 1989
- Dardanus crassimanus (H. Milne Edwards, 1836)
- Dardanus dearmatus (Henderson, 1888)
- Dardanus deformis (H. Milne Edwards, 1836)
- Dardanus fucosus Biffar & Provenzano, 1972
- Dardanus gemmatus (H. Milne Edwards, 1848)
- Dardanus guttatus (Olivier, 1812)
- Dardanus hessii (Miers, 1884)
- Dardanus imbricatus (H. Milne Edwards, 1848)
- Dardanus imperator (Miers, 1881)
- Dardanus impressus (De Haan, 1849)
- Dardanus insignis (de Saussure, 1858)
- Dardanus jacquesi Asakura & Hirayama, 2002
- Dardanus janethaigae Ayón Parente & Hendrickx, 2009
- Dardanus lagopodes (Forskål, 1775)
- Dardanus longior Asakura, 2006
- Dardanus magdalenensis Ayón Parente & Hendrickx, 2009
- Dardanus megistos (Herbst, 1804)
- Dardanus nudus Ayón Parente & Hendrickx, 2009
- Dardanus pectinatus (Ortmann, 1892)
- Dardanus pedunculatus (Herbst, 1804)
- Dardanus pilosus Ayón Parente & Hendrickx, 2009
- Dardanus robustus Asakura, 2006
- Dardanus rufus Buitendijk, 1937
- Dardanus sanguinocarpus Degener, 1925
- Dardanus scutellatus (H. Milne Edwards, 1848)
- Dardanus setifer (H. Milne Edwards, 1836)
- Dardanus sinistripes (Stimpson, 1859)
- Dardanus squarrosus Cook, 1989
- Dardanus stimpsoni Ayón Parente & Hendrickx, 2009
- Dardanus sulcatus Edmondson, 1925
- Dardanus tinctor (Forskål, 1775)
- Dardanus umbella Asakura, 2006
- Dardanus undulatus (Balss, 1921)
- Dardanus venosus (H. Milne Edwards, 1848)
- Dardanus vulnerans (Thallwitz, 1892)
- Dardanus woodmasoni (Alcock, 1905)

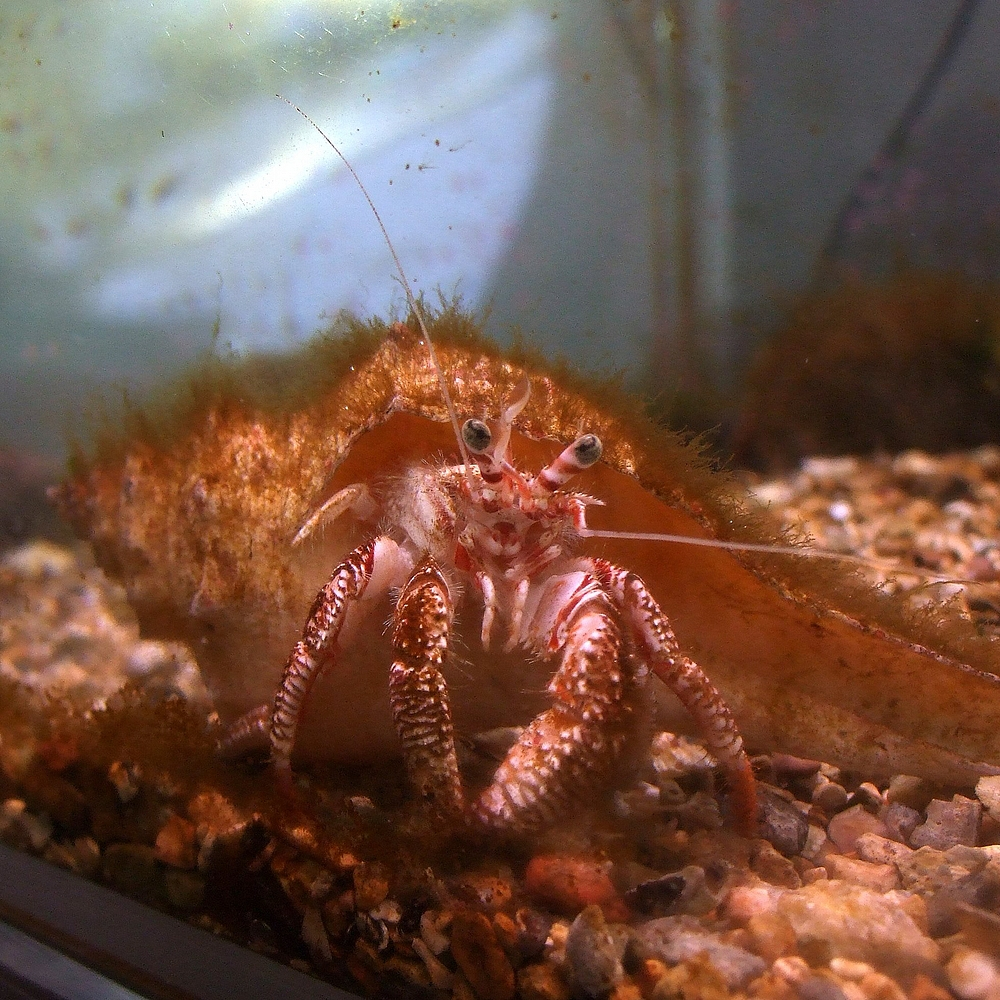
Dardanus arrosor
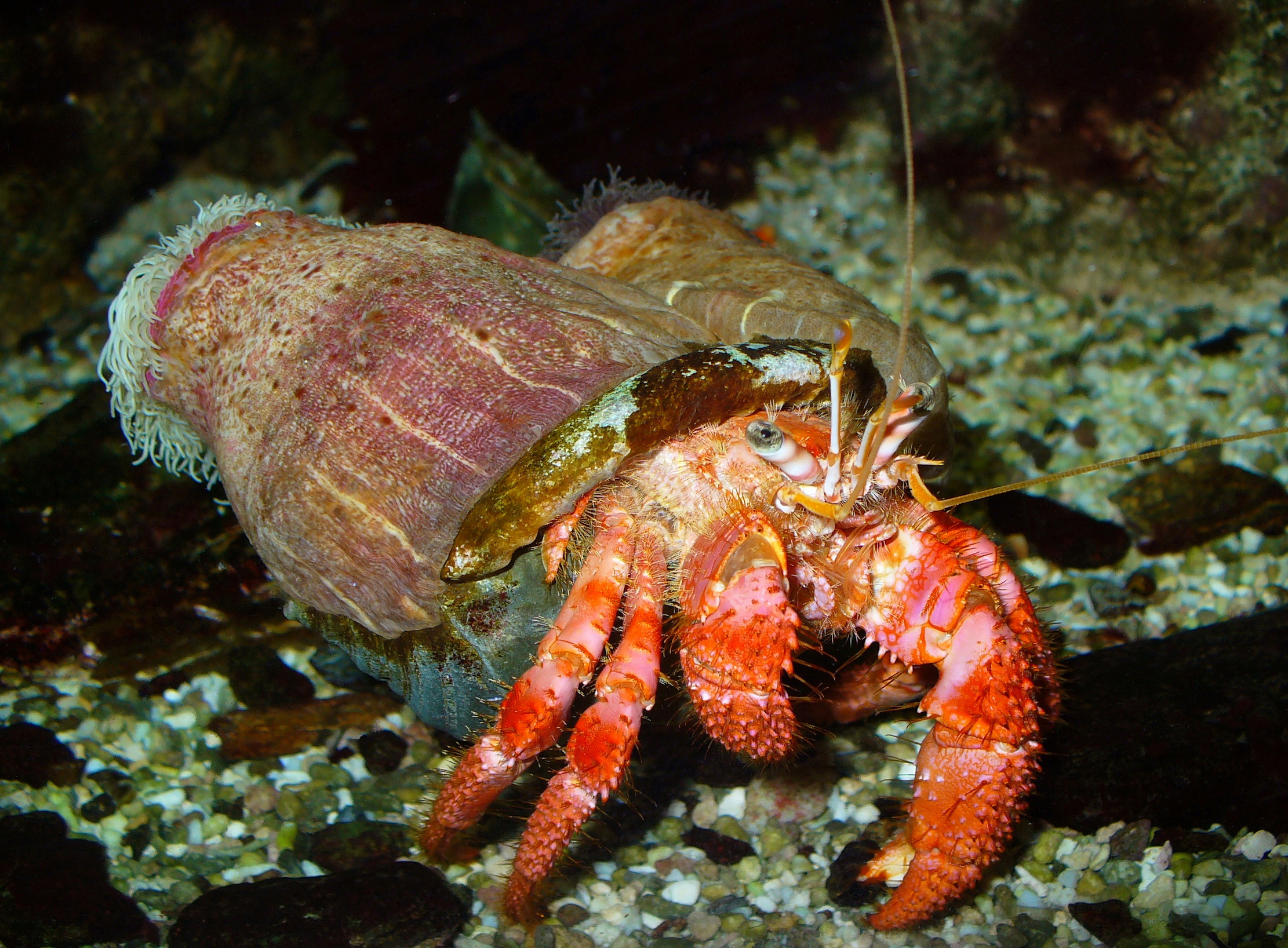
Dardanus calidus
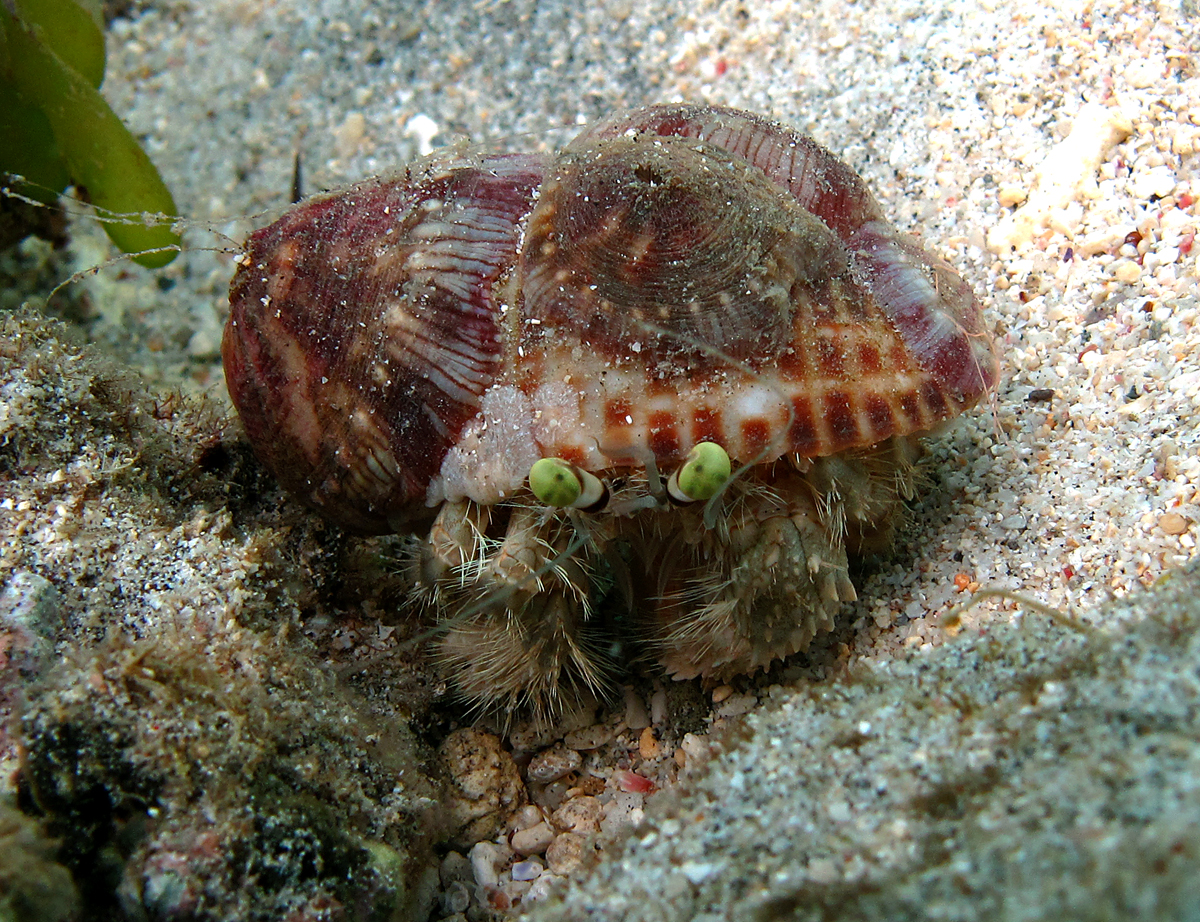
Dardanus deformis
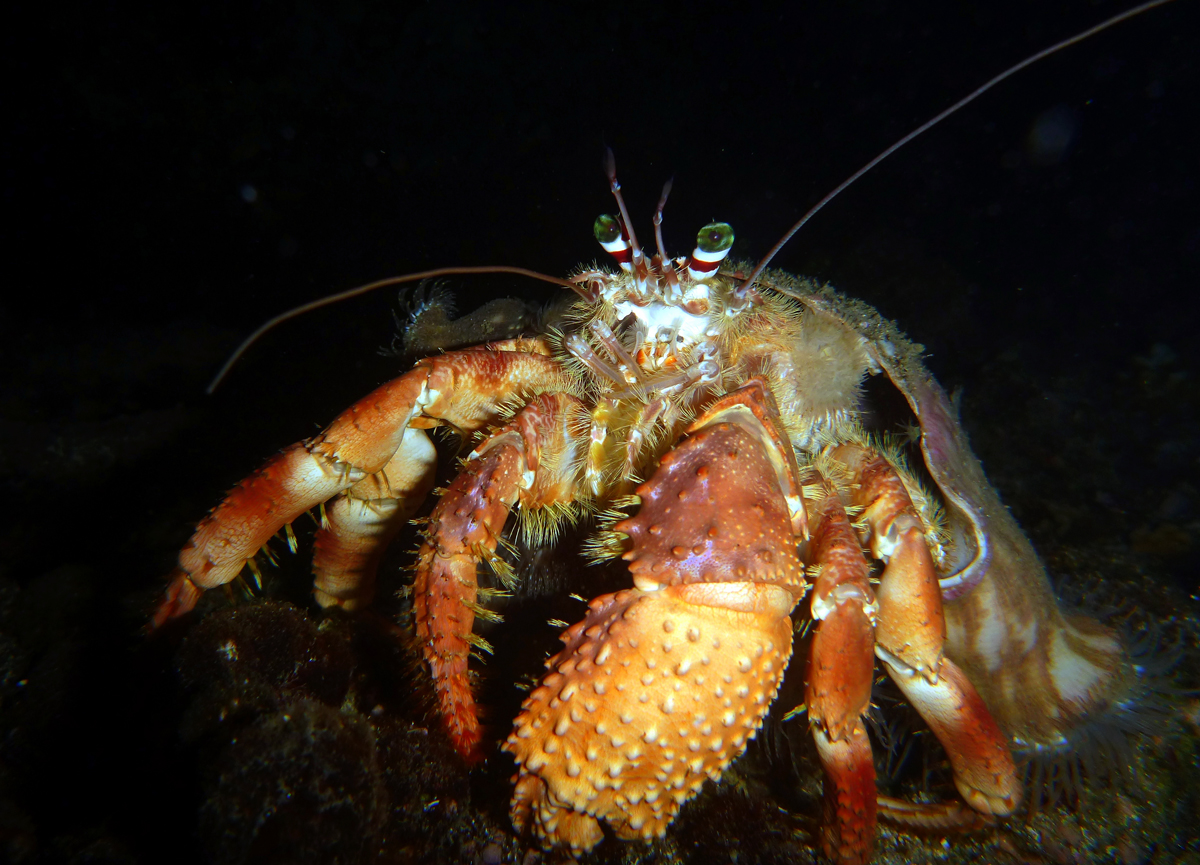
Dardanus gemmatus
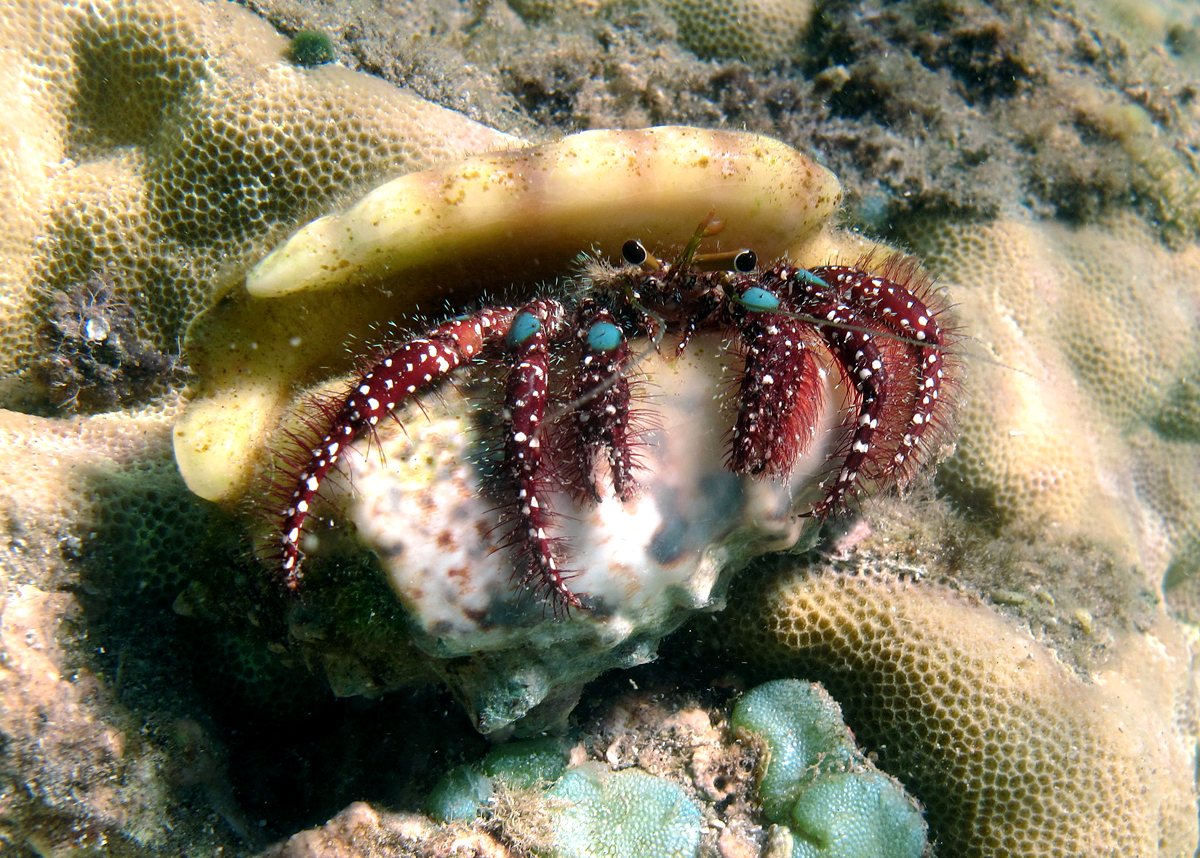
Dardanus guttatus
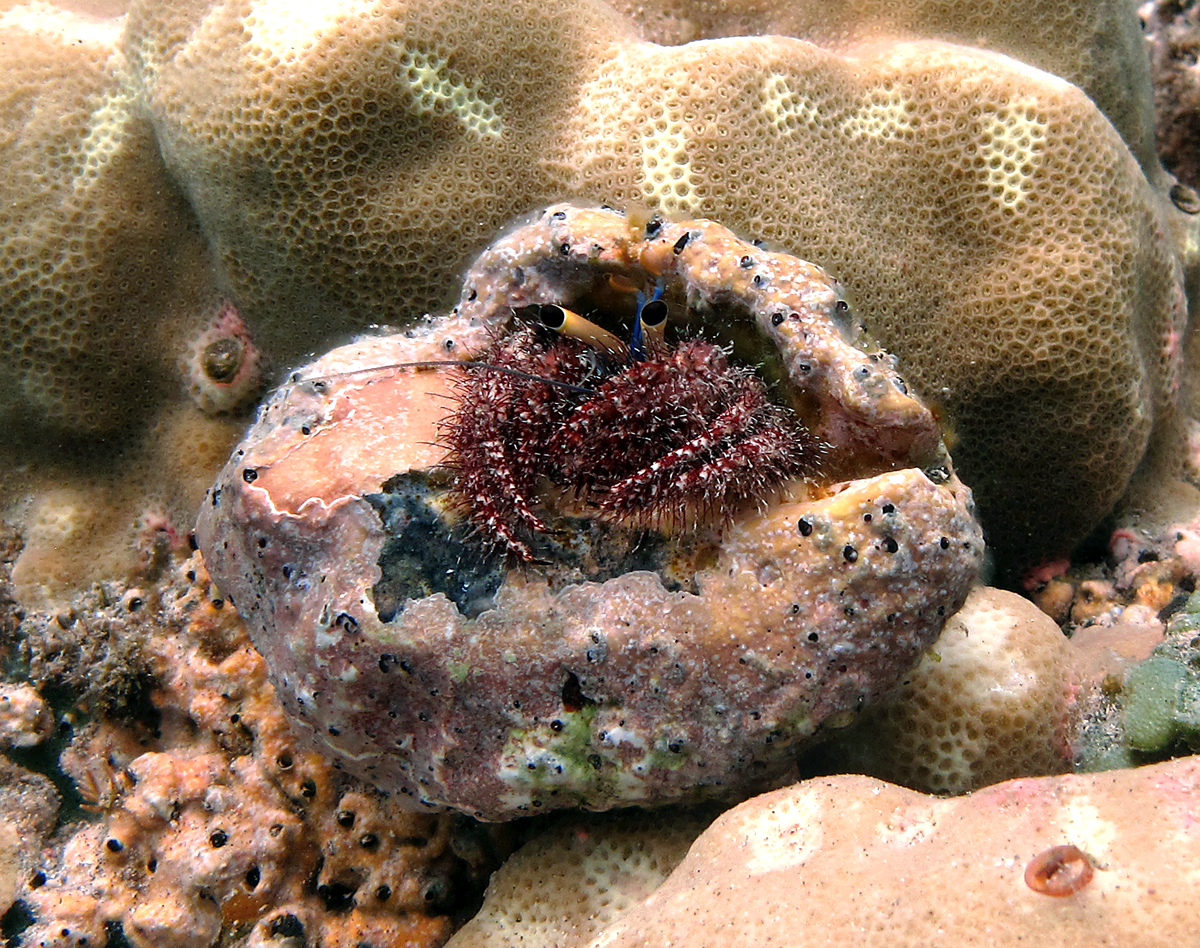
Dardanus lagopodes
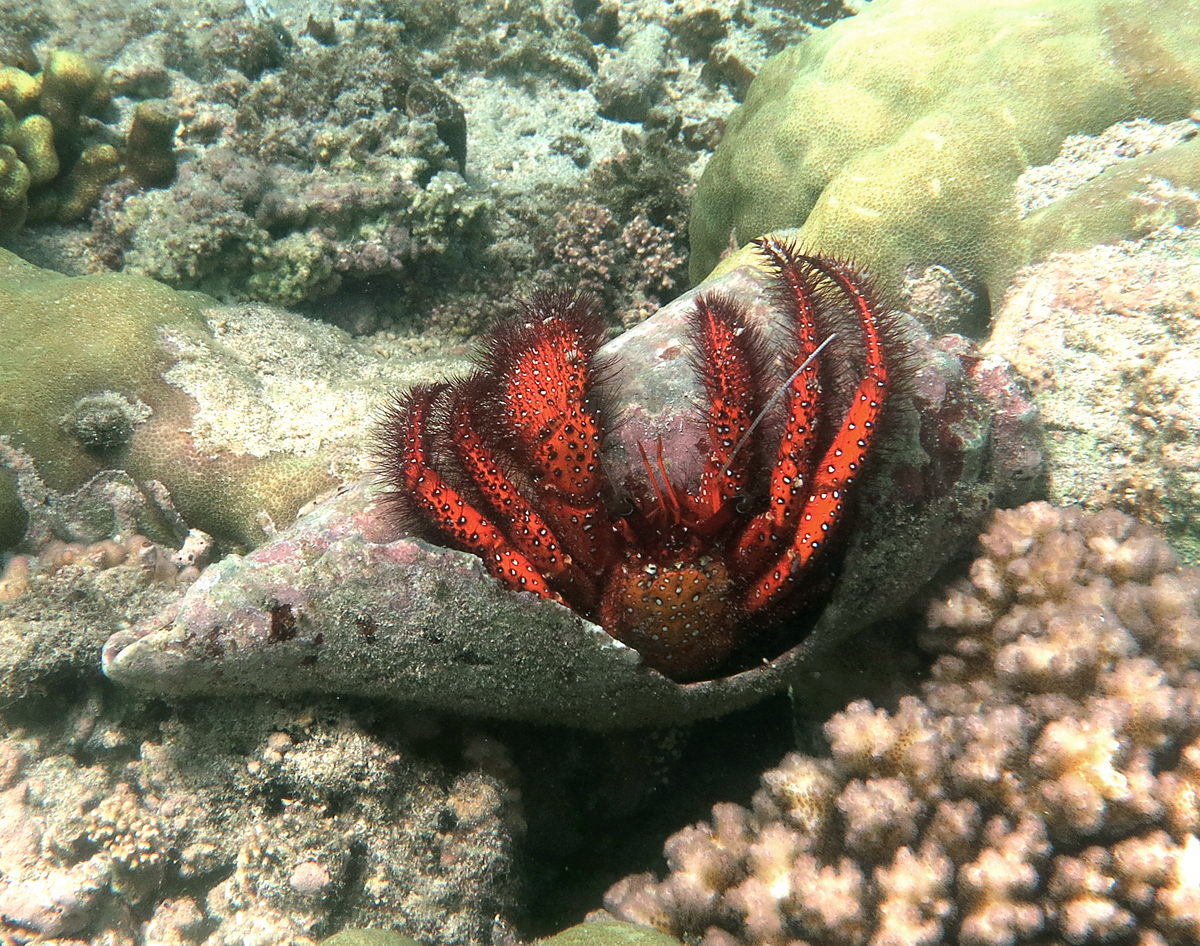
Dardanus megistos
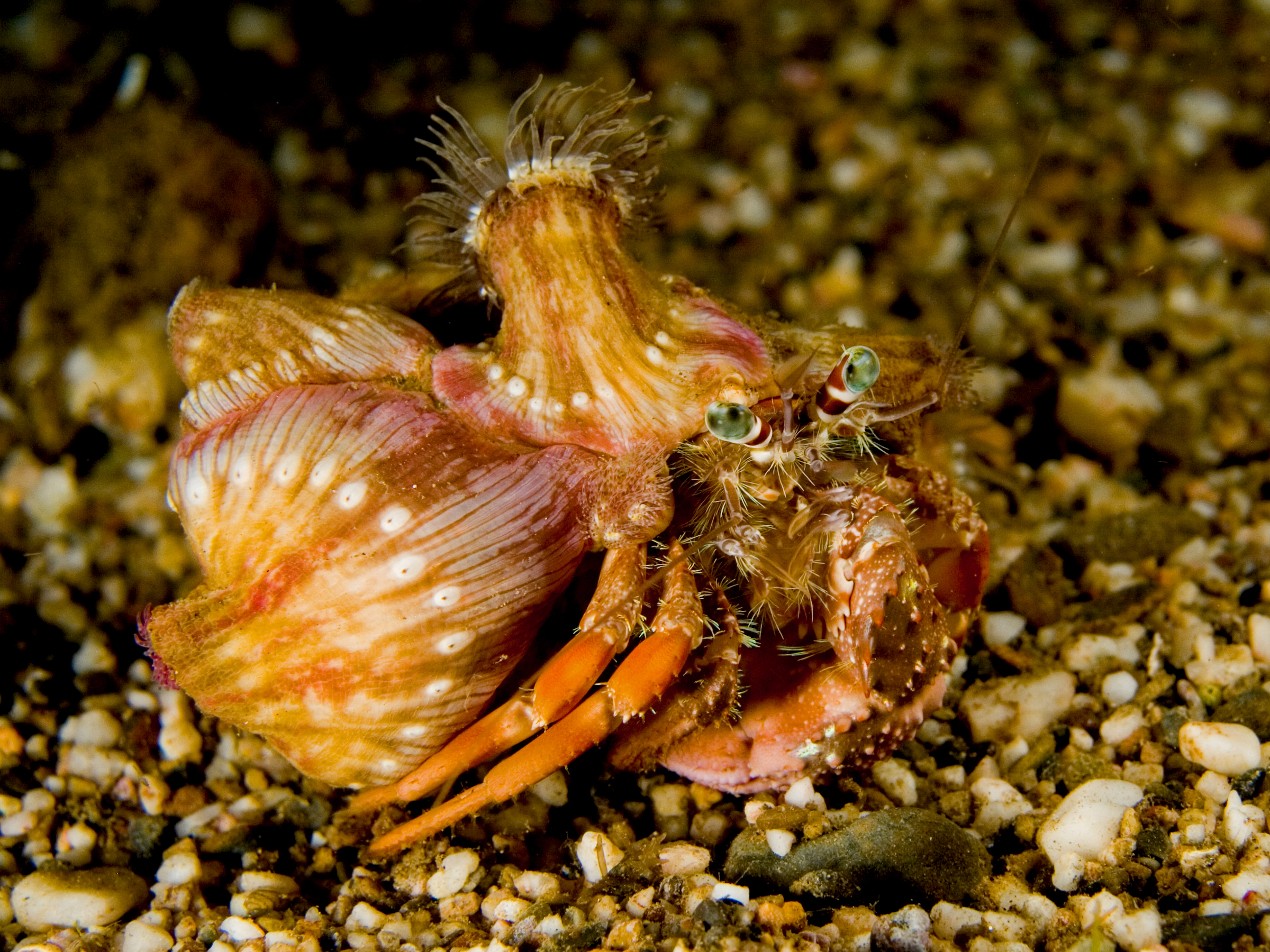
Dardanus pedunculatus
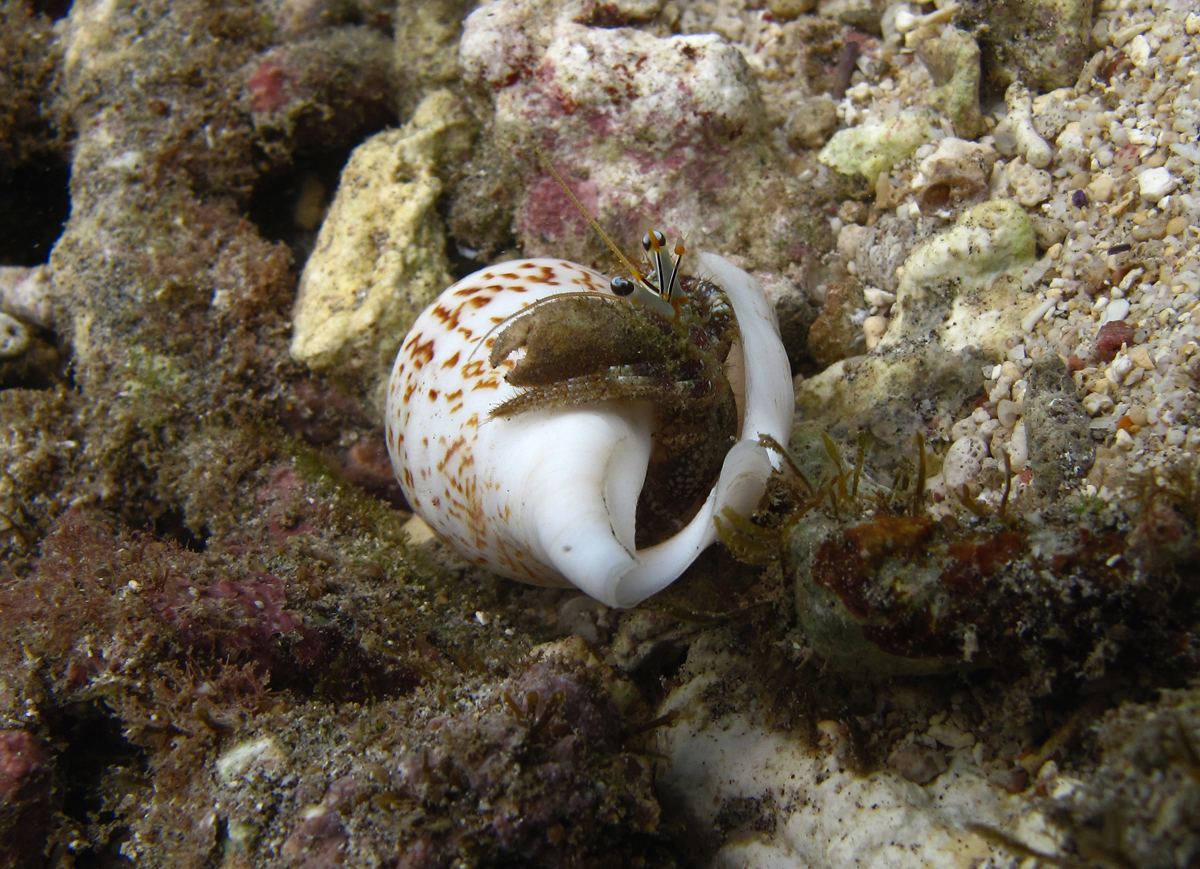
Dardanus scutellatus
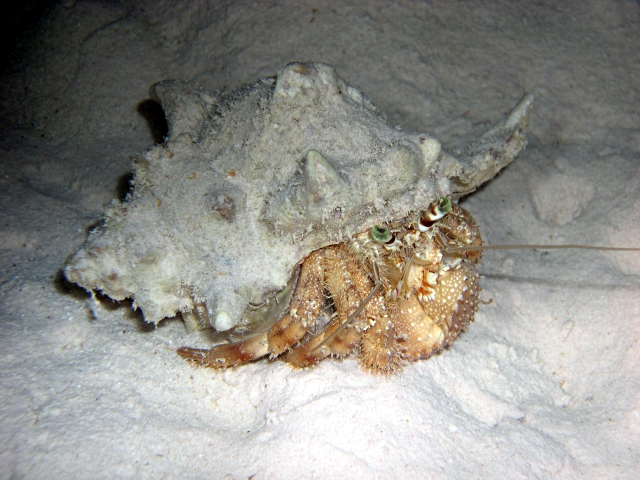
Dardanus tinctor